# 아즈마 카즈마
아즈마 카즈마(東 和馬)는 《따끈따끈 베이커리》에 등장하는 주인공으로, 투니버스판 이름은 신태양. 성우는 고바야시 유미코, 이자명.

## 소개
남달리 따뜻하다고 하여 제빵사에게 적합하다고 전해지는 '태양의 손'을 가지고 있다. 어렸을 때 만난 빵집 아저씨의 영향으로 일본의 빵,'재빵'의 꿈을 목표로 한다. 말버릇은 "재빵 OO호!". 상식을 넘는 아이디어와 넘치는 열정으로 빵에 대해 천재적인 실력을 보인다. 빵 이외의 요리는 전혀 못하고 레인맨 뺨 치는 암산 능력을 가지고 있다. 특징은 분홍색 머리띠이다.
1. ↑  사실 이 머리띠는 2화에서 아즈사가와 츠키노한테 받았으며, 그때부터 계속하게 된다.